# Art Clokey
Arthur „Art” Clokey (ur. 12 października 1921, zm. 8 stycznia 2010) – amerykański twórca filmowy, jeden z pionierów animacji poklatkowej przy wykorzystaniu plasteliny. Swój pierwszy krótkometrażowy film, Gumbasia, stworzył w 1955 roku na Uniwersytecie Południowej Kalifornii, zainspirowany przez swojego profesora, Slavka Vorkapicia. Razem ze swoją żoną Ruth stworzył animowany serial Gumby.